# توربوی (واشینگتن)
توربوی (به انگلیسی: Torboy) یک منطقهٔ مسکونی در ایالات متحده آمریکا است که در واشینگتن واقع شده‌است. توربوی ۲٫۴۷ کیلومتر مربع مساحت و ۴۹ نفر جمعیت دارد و ۷۳۹ متر بالاتر از سطح دریا واقع شده‌است.